# Альберто Рус Луільє

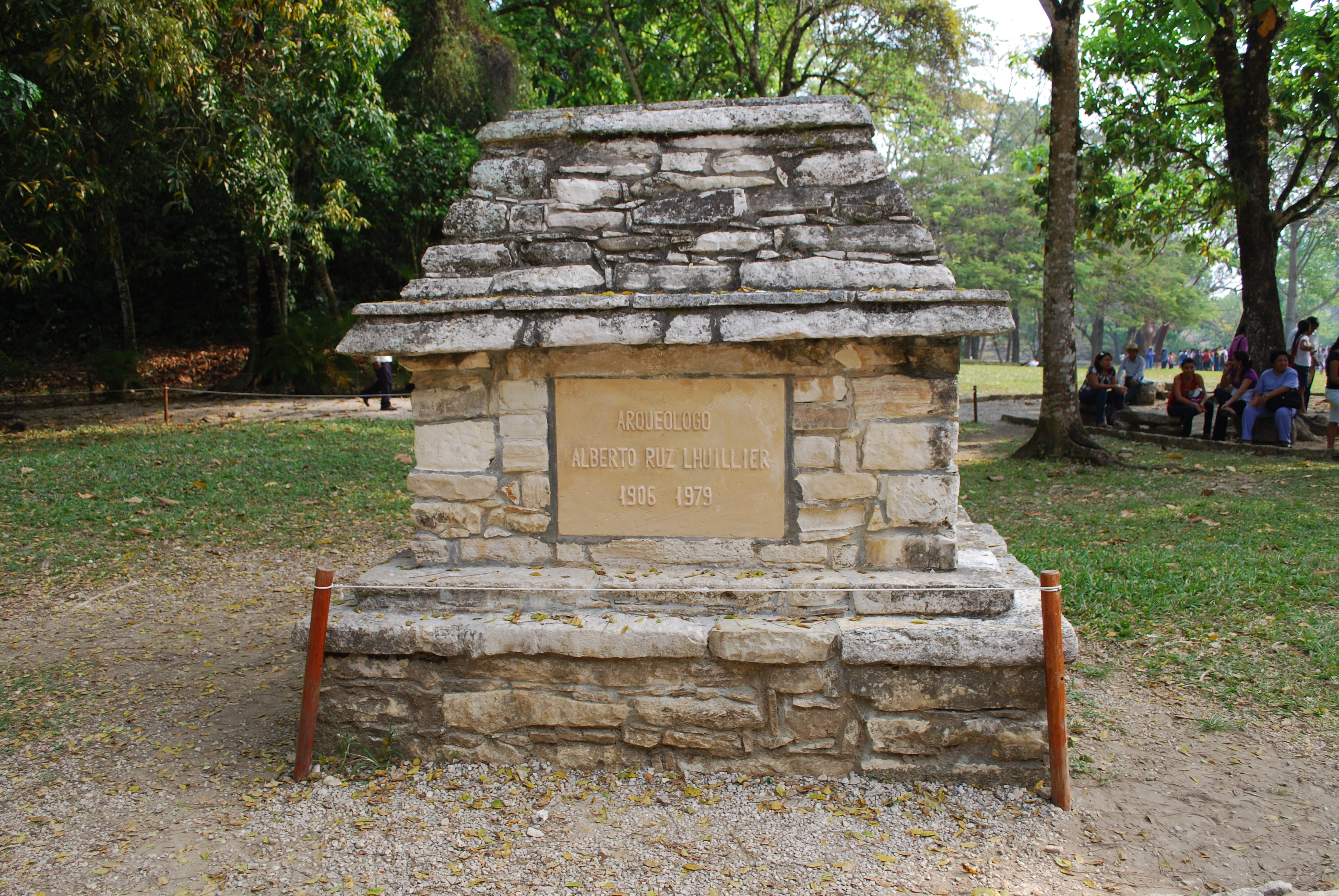

Альберто Рус Луільє (ісп. Alberto Ruz Lhuillier; 27 січня 1906, Париж, Франція — 25 серпня 1979, Монреаль, Канада) — мексиканський археолог маяніст. Відкрив царську гробницю у Паленке.

## Життєпис
Альберто Рус Луільє народився у змішаній сім'ї, батько був кубинцем, а мати француженкою.
У святилищі пірамід, «Храм написів», в 1949 році Альберто Рус Луільє знайшов саркофаг. У ньому були залишки людини, прикрашені виробами з яшми та нефриту. Історики вважають, що це поховання Пакала — правителя мая у VII ст. н. е.
У 1994 році археологічна зона Паленке була перетворена на музей-заповідник імені Альберто Рус Луільє.